# Crocallis bieli
Crocallis bieli är en fjärilsart som beskrevs av Bang-haas 1927. Crocallis bieli ingår i släktet Crocallis och familjen mätare. Inga underarter finns listade i Catalogue of Life.